# Moulins-sur-Yèvre
Moulins-sur-Yèvre là một xã thuộc tỉnh Cher trong vùng Centre-Val de Loire miền trung Pháp.

## Dân số
| 1962                                | 1968 | 1975 | 1982 | 1990 | 1999 | 2006 |
| ----------------------------------- | ---- | ---- | ---- | ---- | ---- | ---- |
| 407                                 | 445  | 421  | 369  | 382  | 466  | 556  |
| Từ năm 1962 Dân số không tính trùng |      |      |      |      |      |      |